# Max Vogel (Maler)

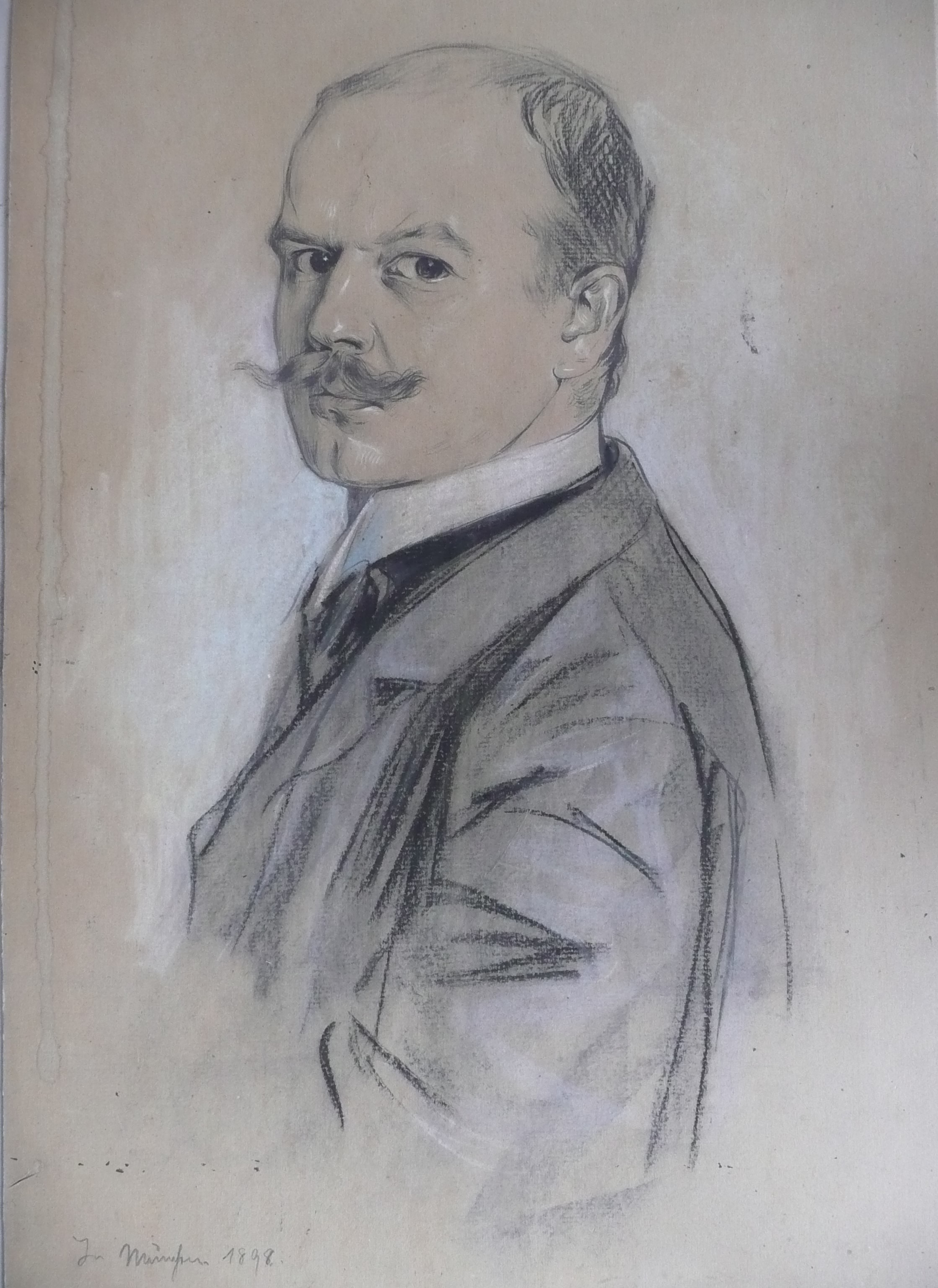
Selbstbildnis Max Vogel, gemalt 1898

Heinrich Max Vogel (* 19. Februar 1871 in Dresden; † 14. August 1939 in Niederwartha bei Dresden) war ein deutscher Maler (Kunstmaler). Er arbeitete als Buchillustrator, Landschafts- und Porträtmaler in verschiedenen Maltechniken sowie als Maler von Genrebildern. Außerdem schuf er einige Kupferstiche.

## Leben
Max Vogel wurde als Sohn des Schneiders und späteren Schneidermeisters Heinrich Moritz Vogel (1840–1907) und dessen Ehefrau Emma Aline, geb. Burkhardt (1845–1901), in der Struvestraße 25 in Dresden geboren. Er wuchs dort mit seinen Schwestern Aline, Camilla (1868–1933), Helene und Sidonie. Ab Ostern 1877 besuchte er die 9. Bezirksschule zu Dresden bis zum 26. März 1885.

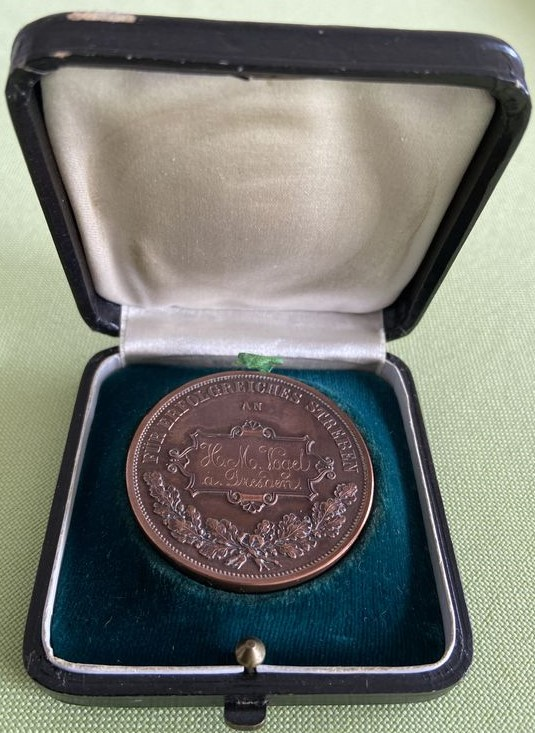
Bronzene Preismedaille, Vorderseite

Aufgrund seines zeichnerischen Talents bewarb sich Max Vogel an der Königlichen Kunstgewerbeschule Dresden, die er ab dem 5. Oktober 1885 besuchte. Zuerst absolvierte er dort für ein Semester die Vorschule. Danach begann ab Frühjahr 1886 die weiterführende Ausbildung in den Fächern Malen nach flachen und figürlichen Vorlagen und nach der Natur, Figürliche Dekoration und Komposition, Figürliches Zeichnen nach der Natur und nach Vorlagen, Theaterdekoration sowie Entwerfen. Er war Student bei den Professoren Paul Naumann, Oskar Seyffert, Richard Mebert und Ermenegildo Antonio Donadini. Am 28. April 1891 beendete er den Besuch der Kunstgewerbeschule mit ausgezeichneten Leistungen. Ostern 1890 erhielt er die vom Königlichen Ministerium des Innern verliehene Bronzene Medaille und 1891 die Silberne Preismedaille. Während der Semesterferien unternahm er regelmäßig Studienausflüge in die Umgebung Dresdens, das Erzgebirge, das Vogtland und nach Böhmen. Insbesondere zeichnete er dabei Porträts, Landschaften und Gebäude, meist als Bleistift- oder Kohlezeichnungen sowie viele Aquarelle.
Nach seiner Ausbildung in Dresden war er auf Empfehlung der Kunstgewerbeschule von 1891 bis 1893/94 für die Leipziger Firma Mießner und Buch, Kunstdruck und Verlagsanstalt, als Maler tätig.

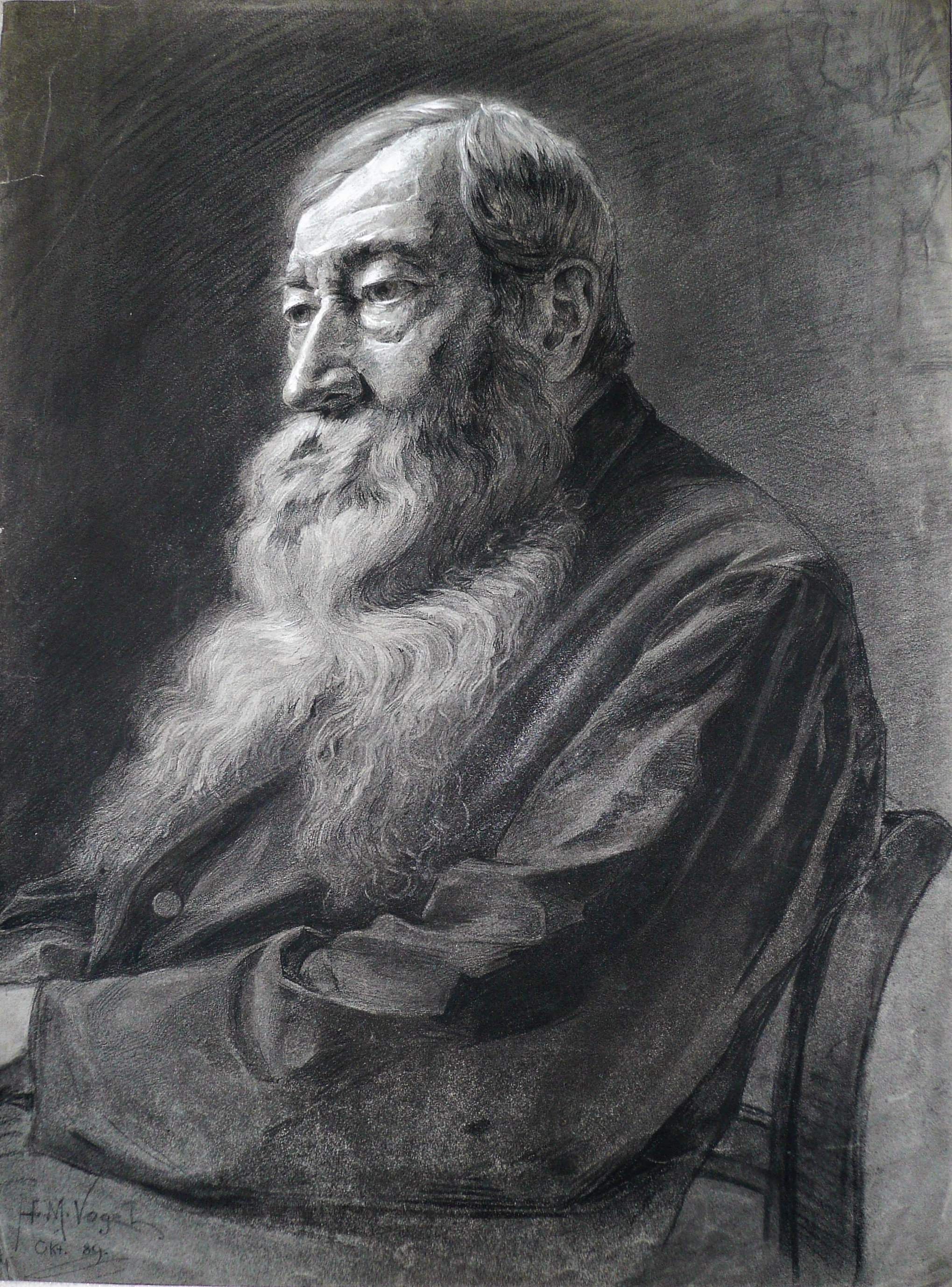
Bild eines alten Mannes, 1889

Von 1893 bis 1897 besuchte er die Königlich Bayrische Akademie der bildenden Künste in München. Er wurde in die Malklasse von Paul Hoecker aufgenommen. Hier lernte er vor allem auch die Freilichtmalerei nach den in der Natur vorhandenen Modellen und Vorlagen. Er wurde aber ebenso mit den Strömungen der Moderne, der Freilicht- und Landschaftsmalerei der Schule von Barbizon, der Impressionisten und der Neo-Impressionisten vertraut gemacht. In München wohnte er in der Schellingstraße 12.
Während seiner Studienzeit in München unternahm er Studienreisen nach Herend in Ungarn (1894) und nach Prag.
Angeregt durch die Studieninhalte arbeitete er zeitweise für die Wochenzeitschrift für Kunst, Literatur und Kultur Jugend, die das bürgerlich-konservative Gegenstück zum Simplicissimus darstellte.

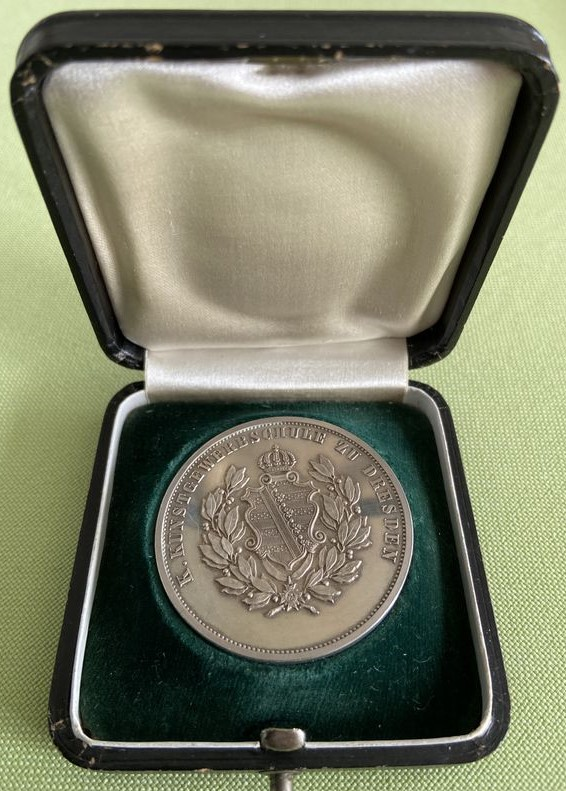
Silberne Preismedaille, Rückseite

Nach seiner Studienzeit blieb er für kurze Zeit in München und arbeitete überwiegend als Buchillustrator, z. B. für die Buchreihen Bibliothek der Unterhaltung und des Wissens und Das Buch für Alle, für Jugendliteratur sowie Märchen und Sagen. Er war Mitarbeiter der Fliegenden Blätter. Neben der Anfertigung von Genre-Bildern führte er insbesondere themenbezogene Auftragsarbeiten aus, beispielsweise Porträts von Freunden und Bekannten, ein Bild für eine Dresdner Freimaurer-Loge, das Eingangsportal der Villa Edit oder das Bild Im Harem.
Ende 1898 ging er nach Offenbach am Main und arbeitete bei der Firma Friedrich Schoemes als Künstler für Reklame. In Offenbach heiratete er in erster Ehe 1899 die in Hygstetterhof geborene Johanna Demeter (1871–1911) und wohnte in der Hospitalstraße 3. Dort blieb er bis 1901. Nach dem Tod seiner Mutter ging er wieder nach Dresden/Niedersedlitz. Dort bezogen sie eine Wohnung in der Bismarckstraße 92, 1. In der Firma Aktiengesellschaft für Kunstdruck nahm er ein Engagement als Künstler an. 1905 zog er mit seiner Frau von Niedersedlitz nach Niederwartha in die Villa 10, f (heute Friedrich-August-Straße 39). Max Vogel wurde Mitglied im Sächsischen Kunstverein zu Dresden und wurde aktives Mitglied der Dresdner Liedertafel. Mit der Liedertafel unternahm er 1912 eine Nordlandfahrt nach Schweden und illustrierte das von den Schriftstellern G.Irrgang und F.A.Geißler verfasste Reisetagebuch mit einigen Bildern. Seit dieser Zeit erarbeitete er selbständig Entwürfe für Reklame, Illustrationen usw.
1913 hielt er sich längere Zeit an der Ostsee in Nest bei Köslin auf und malte dort einen Zyklus von Landschaftsbildern. Er arbeitete dort, wie auch bei dem überwiegenden Teil seiner späteren Landschaftsbilder, in der Natur und knüpfte damit an die Freilicht- und Landschaftsmalerei seiner Studienzeit an. 1914 porträtierte er eine Reihe Dresdener Bürger für das Pretzschenquartett.

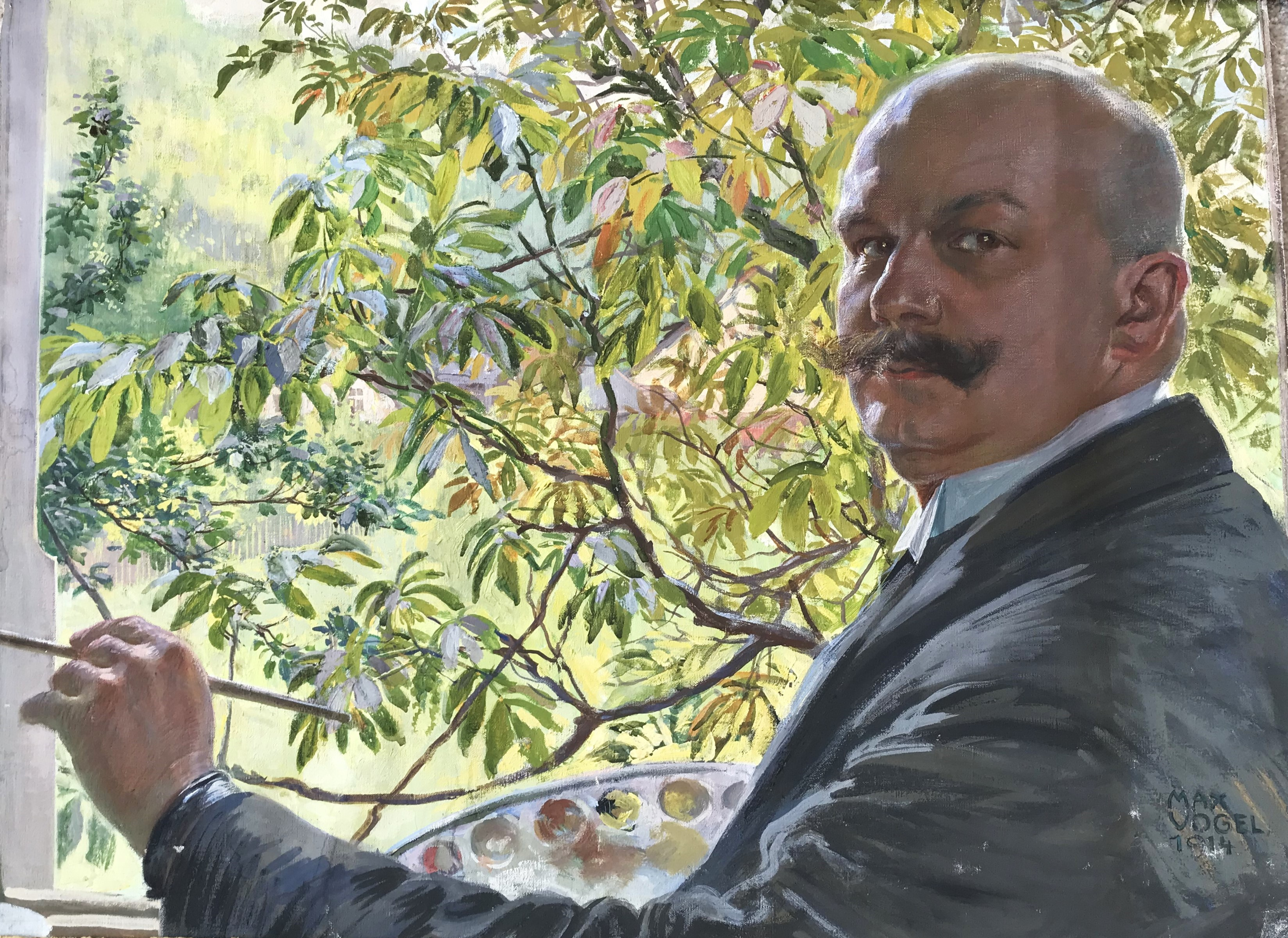
Selbstbildnis 1914, Auf dem Balkon, vor dem Nussbaum

Am 15. Januar 1917 wurde Max Vogel zum Garnisonsdienst in Dresden eingezogen und diente bis Dezember 1918 im Infanterie-Regiment 177. Nach dem Tod seiner ersten Frau heiratete er in zweiter Ehe 1918 die in Dresden lebende Helene Lehner, geb. Leuschner (1878–1954). Helene Lehner hatte einen Sohn, Fred Lehner (1906–1942). Es entwickelte sich ein gutes, väterliches Verhältnis zwischen Max Vogel und Fred.
Max Vogel erweiterte seine gesellschaftlichen Verbindungen über den Kunstverein hinaus und wurde 1919 als Auswärtiges Mitglied in die Dresdner Loge „Zu den drei Schwertern und Asträa zur grünenden Raute“ aufgenommen. In den nächsten Jahren wurde er dort in den zweiten und dritten Grad erhoben.
Er beendete schrittweise seine Arbeiten als Buchillustrator und wandte sich verstärkt der Landschaftsmalerei zu. Gleichzeitig beschäftigte er sich mit der Aktmalerei. In der näheren Umgebung von Dresden entstanden eine Reihe von Bildern, darunter im Elbsandsteingebirge und von Schloss Pillnitz. In den nächsten Jahren reiste er, teilweise mehrfach, für längere Aufenthalte nach Tirol (1921), 1922 nach Oberstdorf, 1925 nach Rehefeld, 1926 nach Mittenwald, 1932 nach Berchtesgaden und 1933/34 nach Senftenberg, wo er den Großteil seiner Landschaftsbilder schuf.
An größeren Ausstellungen, beispielsweise des Sächsischen Kunstvereins, beteiligte er sich nicht. Er organisierte kleinere Atelierausstellungen sowie Ausstellungen an den Orten, an denen er malte, und auch in Zusammenarbeit mit dem Meißener Kunstverein. Von einigen Genre-Bildern ließ er Kunstpostkarten im Kunstverlag Georg Michel (Nürnberg) drucken.
In seinem letzten Lebensjahr malte er vornehmlich in seinem Atelier in Niederwartha auf der Grundlage in früheren Jahren angefertigter Farbstudien und den in seinen Skizzenbüchern festgehaltenen Landschaftsskizzen und Bildkompositionen.
Er wurde 1939 auf dem Trinitatisfriedhof zu Dresden beigesetzt (Grabstelle 3.I.11.15/16).

## Werke
Das Werkverzeichnis von Max Vogel umfasst 567 Positionen, von denen 40 nicht ausgefüllt sind. Darin sind eine Reihe von frühen Skizzen, Kreidezeichnungen, Porträtstudien, die Kupferstiche sowie die Buchillustrationen nicht enthalten.
Max Vogel war in seinen Werken immer der gegenständlichen Malerei und dem Realismus verpflichtet. Bei den Buchillustrationen ist die zu gestaltende Wirklichkeit durch den Inhalt der Textvorlage determiniert. Entsprechend waren dann auch die ausgeführten Illustrationen entweder charaktertypisch dargestellt oder satirisch ironisch überzeichnet wie z. B. bei den Fliegenden Blättern oder wie bei Märchen und Sagen fantasievoll ausgeschmückt.
Dem Zeitgeist entsprechend schuf er auch eine Reihe von Genrebildern und Darstellungen von Putti. Auch hier griff er bei der Darstellung der Personen auf konkrete Malstudien, die er auch mit Kindermodellen ausgeführt hatte, zurück.
Porträts schuf er in allen seinen Maltechniken, von der Bleistift- oder Kreidezeichnung bis zum Ölbild. Auch dabei malte er keine idealisierten Charaktertypen, wie z. B. bei den Buchillustrationen üblich, sondern ein dem Modell entsprechendes Abbild, in das er allerdings auch charakterliche Züge einarbeitete.
Seine Landschaftsbilder entstanden zum überwiegenden Teil als Freiluftmalerei. Die bevorzugten Motive fand er in den bayrischen und österreichischen Alpen und auch in der Umgebung von Dresden. Die Vorlage für seine Bilder war die Natur, die er aber in keinerlei Art und Weise in romantischer Gefühlsmalerei idealisierte. Die durch Licht- und Wettereinflüsse hervorgerufenen Stimmungen nahm er in seine Malerei auf, ohne dabei jedoch Linien oder Formen aufzulösen, um nicht die realistische Wiedergabe zu gefährden. Nur in seinen Farbstudien, in denen er kurzfristige Licht-Farbspiele fixierte, lösen sich die Konturen und Formen zu einem expressiven Landschaftsraum auf.
Ab dem Abschluss seines Studiums signierte er seine Bilder und Illustrationen grundsätzlich mit dem in Grotesk-Schrift dargestellten Namen „MAX VOGEL“, der zweireihig geschrieben wurde. Dabei weist das unten stehende „V“ die gleiche Weite auf, wie das darüber stehende „M“. Kleinere Buchillustrationen signierte er mit einem zweireihig gestalteten „MV“, wobei das oben stehende „M“ in das geöffnete „V“ hineinragt.

### Buchillustrationen (Auswahl)
- Aus eigener Kraft. Eine Erzählung für die Jugend. 1900
- Balduin Möllhausen: Die beiden Jachten. 1906[2]
- Balduin Möllhausen: Die Töchter des Konsuls. 1907[3]
- Franz Hoffmann: Ein armer Knabe. 1907[4]
- Hanna Clemens: Monika. Eine Erzählung für junge Mädchen. 1912
- Henny Koch: Evchen, der Eigensinn. Eine Erzählung für junge Mädchen. 1915
- Henny Koch: Die Vollrads in Südwest. Eine Erzählung für junge Mädchen. 1916
- Else Franken: Maria Leonas deutsche Heimat. 1923
- Diverse Bände in Buch der Unterhaltung und des Wissens und Buch für Alle

### Gemälde, Studien, Skizzen (Auswahl)
- 1894 Ungarischer Bauernhof
- 1889 Bildnis eines alten Mannes
- 1913 Nach dem Flunderfang, in den Dünen von Nest, Ostsee
- 1913 An der Landungsbrücke in Nest am Jasmunder See
- 1914 Teich im Bayrischen Wald mit Birken
- 1921 Blick aus dem Rosengarten auf den Basteifelsen[5]
- 1921 Alte Kapelle in Cossebaude
- 1921 Kirnitzschtal bei Hinterdittersbach, Nähe der Schleusen
- 1921 Fernsteinsee vom Wald aus mit Insel
- 1921 Am Fernsteinsee mit Schloss
- 1922 Weisheit, Stärke, Schönheit (Galerie Neue Meister, Dresden)[6]
- 1924 Abendstimmung Schloss Neuburg
- 1924 Schlosshof Schloss Neuburg
- 1925 Rehefeld, Landstraße mit Schloss
- 1926 Lautersee mit Wetterstein bei Mittenwald
- 1929 Straße in Mittenwald mit Karwendel
- 1929 Emma Leuschner
- 1930 Berchtesgaden mit Watzmann
- 1932 Spätherbst im Gosautal[7]
- 1932 Vor dem Portal der katholischen Kirche in Hallstatt[8]
- 1933/34 Altarbild für die neue Kirche des kleinen Tagebaudorfes Sauo bei Senftenberg (mehrflügliges Altarbild, ca. 4 Meter groß)[9]
- 1934 Kirche zu Hörlitz, Abendstimmung[10]
- 1935 Lasset die Kindlein zu mir kommen; Kinder vor einem Marterl
- 1937 Nach dem Gottesdienst im Niederlausitzer Wendendorf
- 1938 Lautersee bei Mittenwald mit Karwendelgebirge
- 1939 Abendsonne auf Karwendelgebirge im Mai

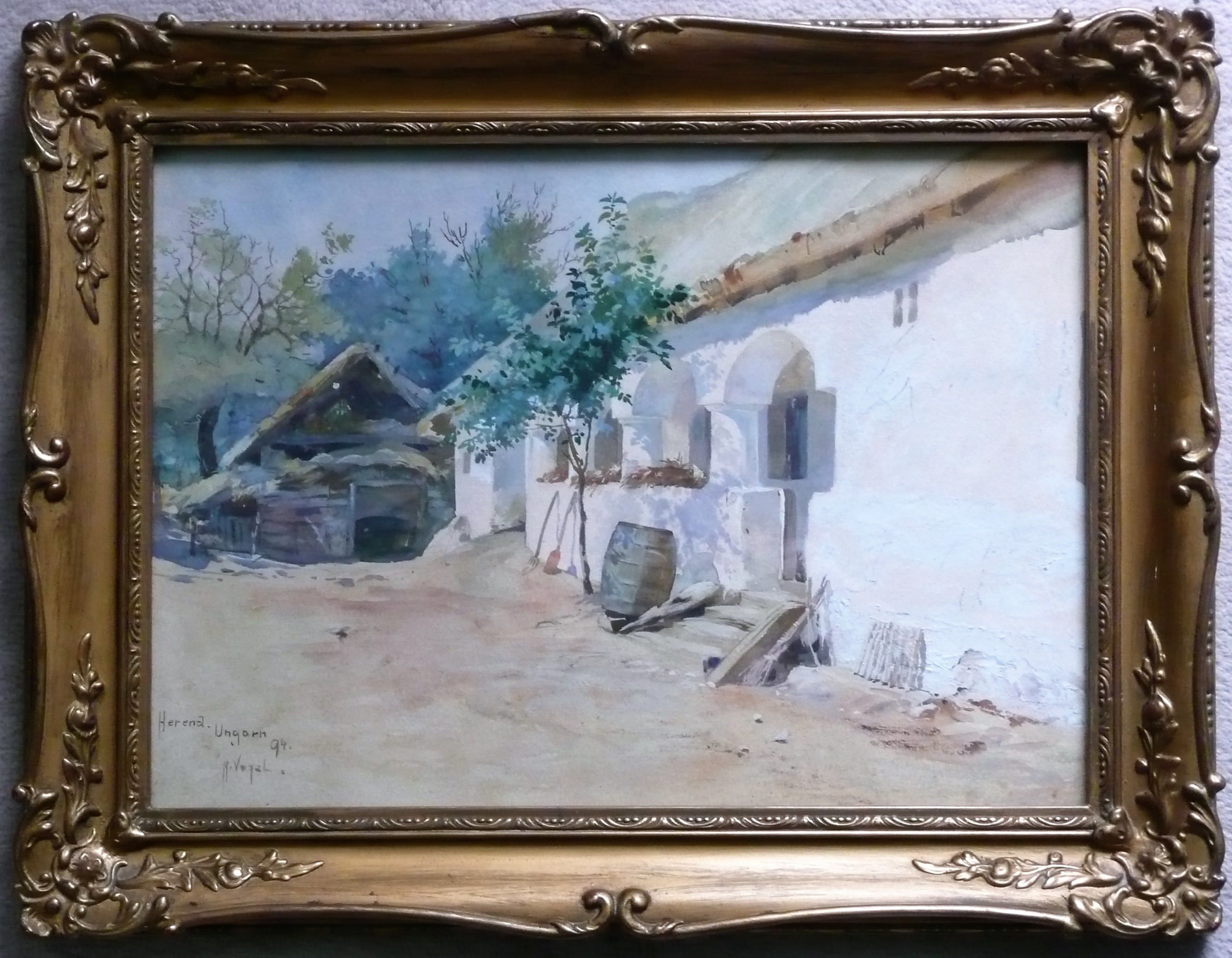
Ungarischer Bauernhof, 1894
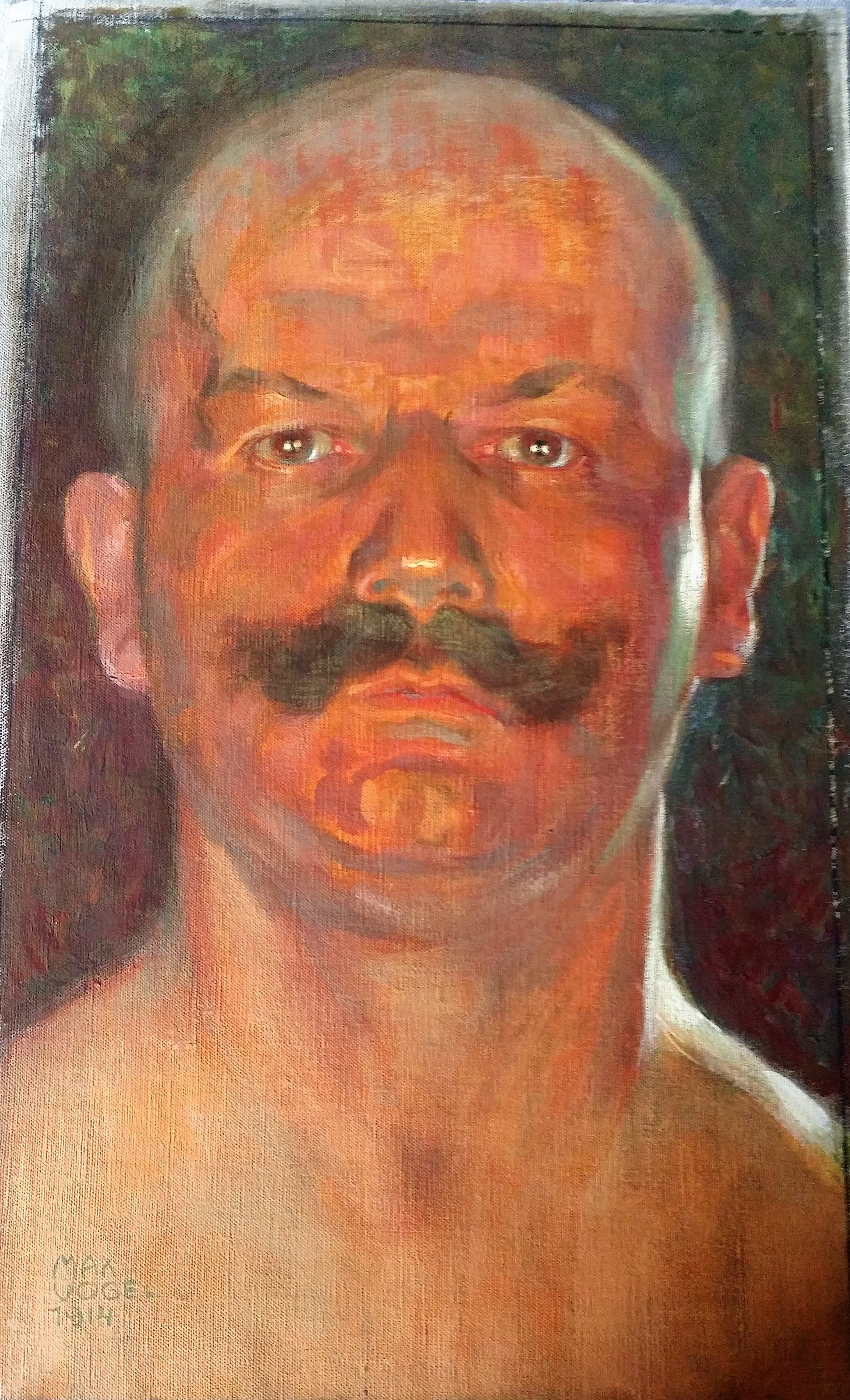
Selbstbildnis Max Vogel, 1914
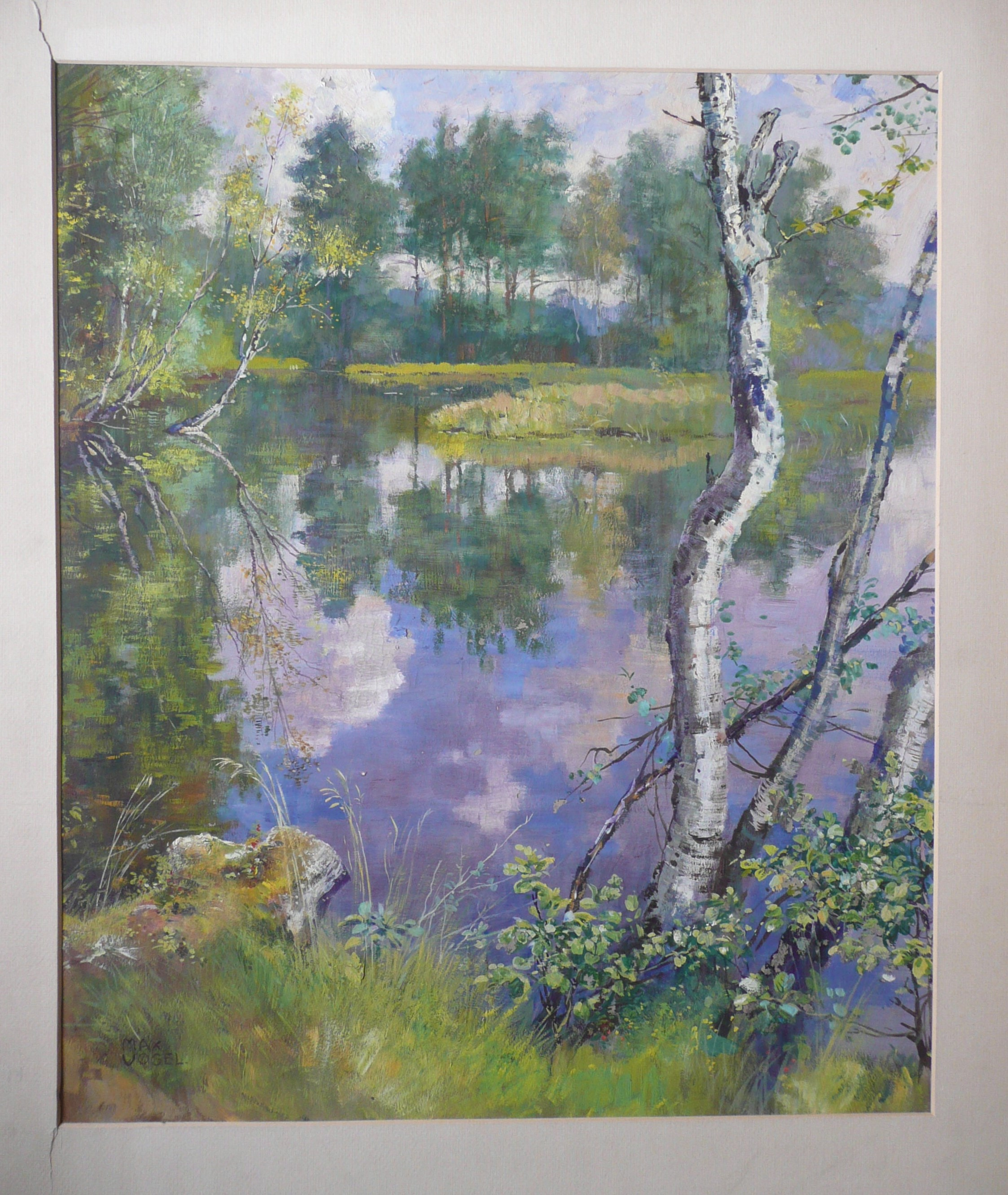
Teich im Bayrischen Wald mit Birken, 1914
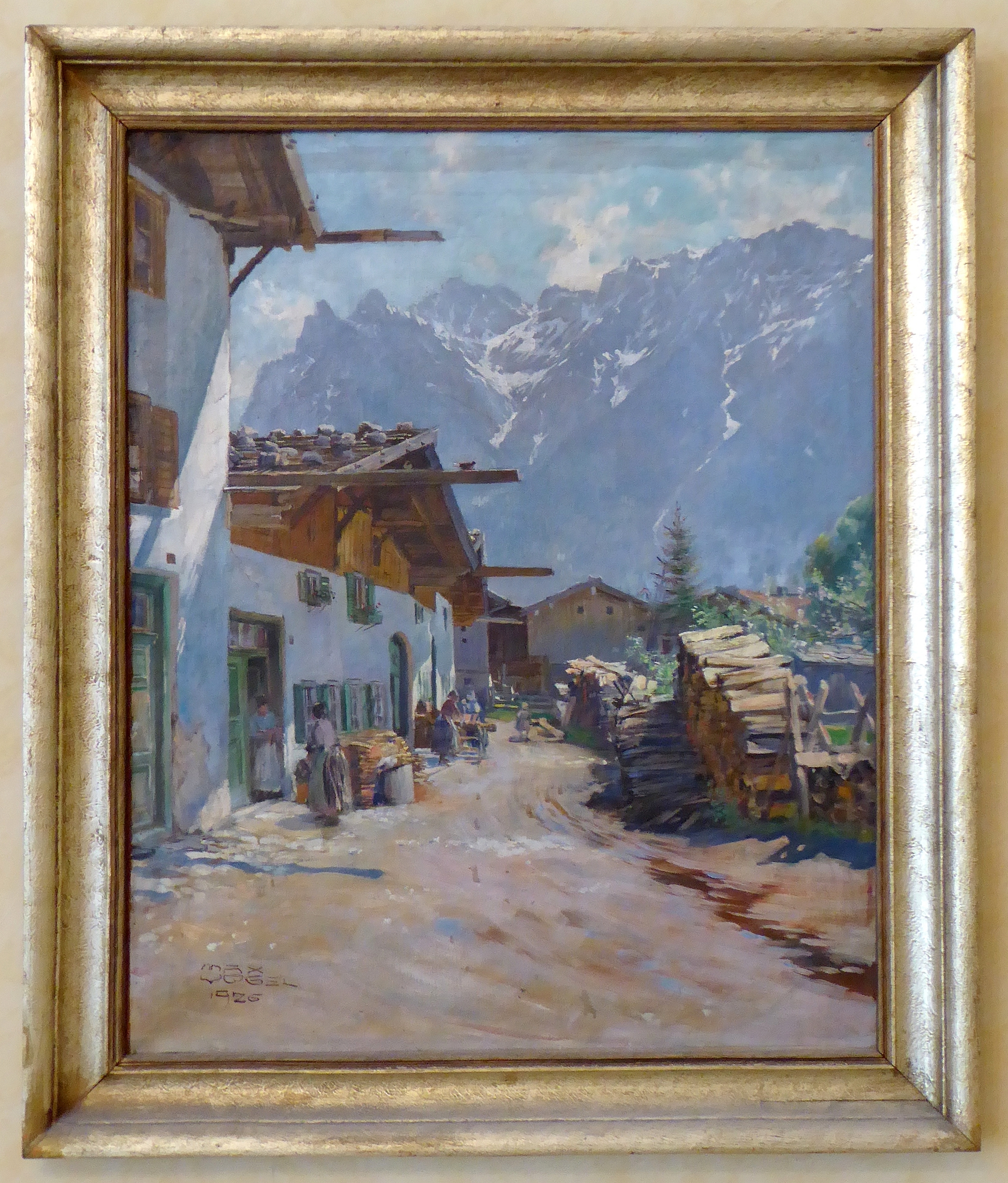
Straße in Mittenwald, 1929
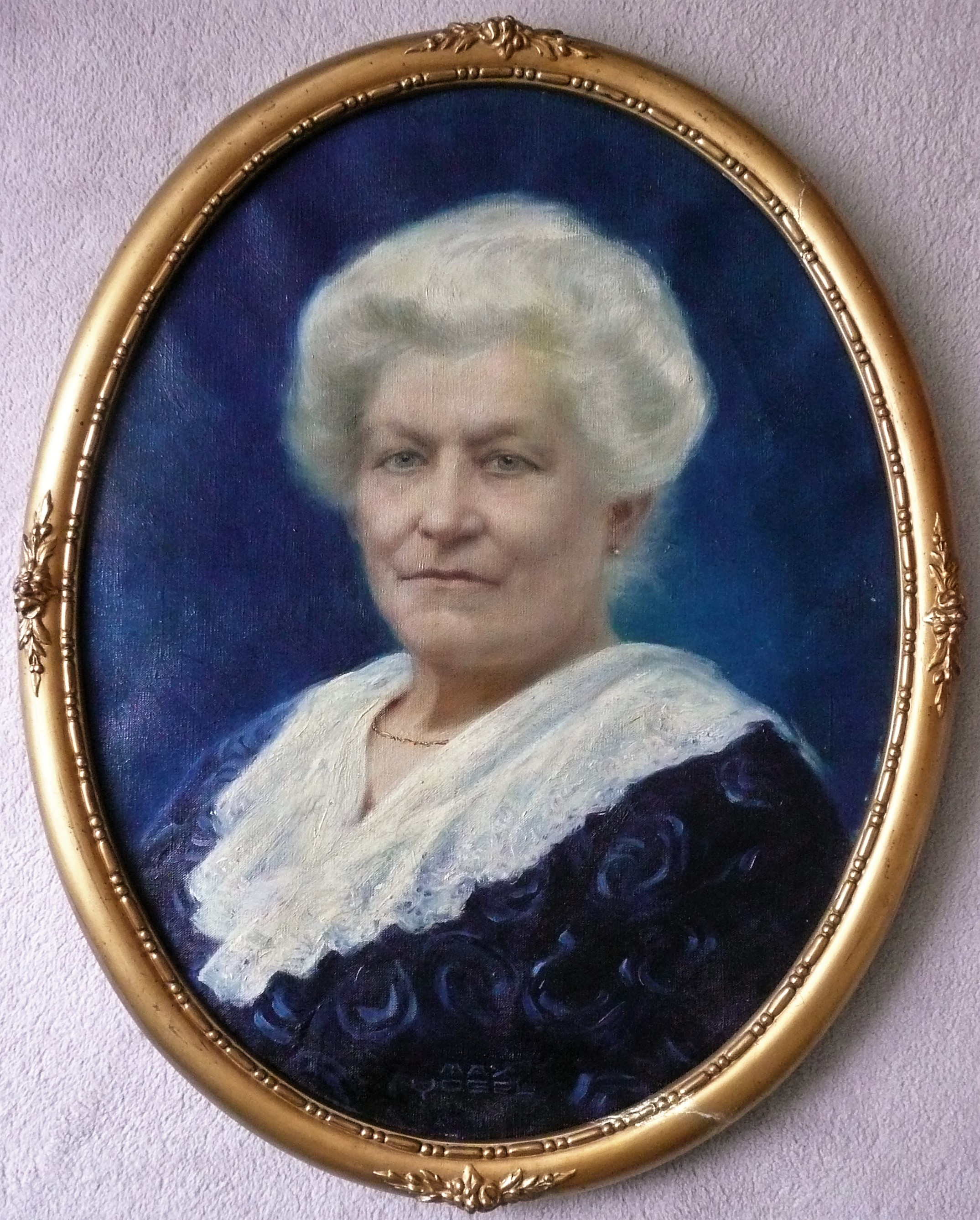
Frauenporträt, 1929
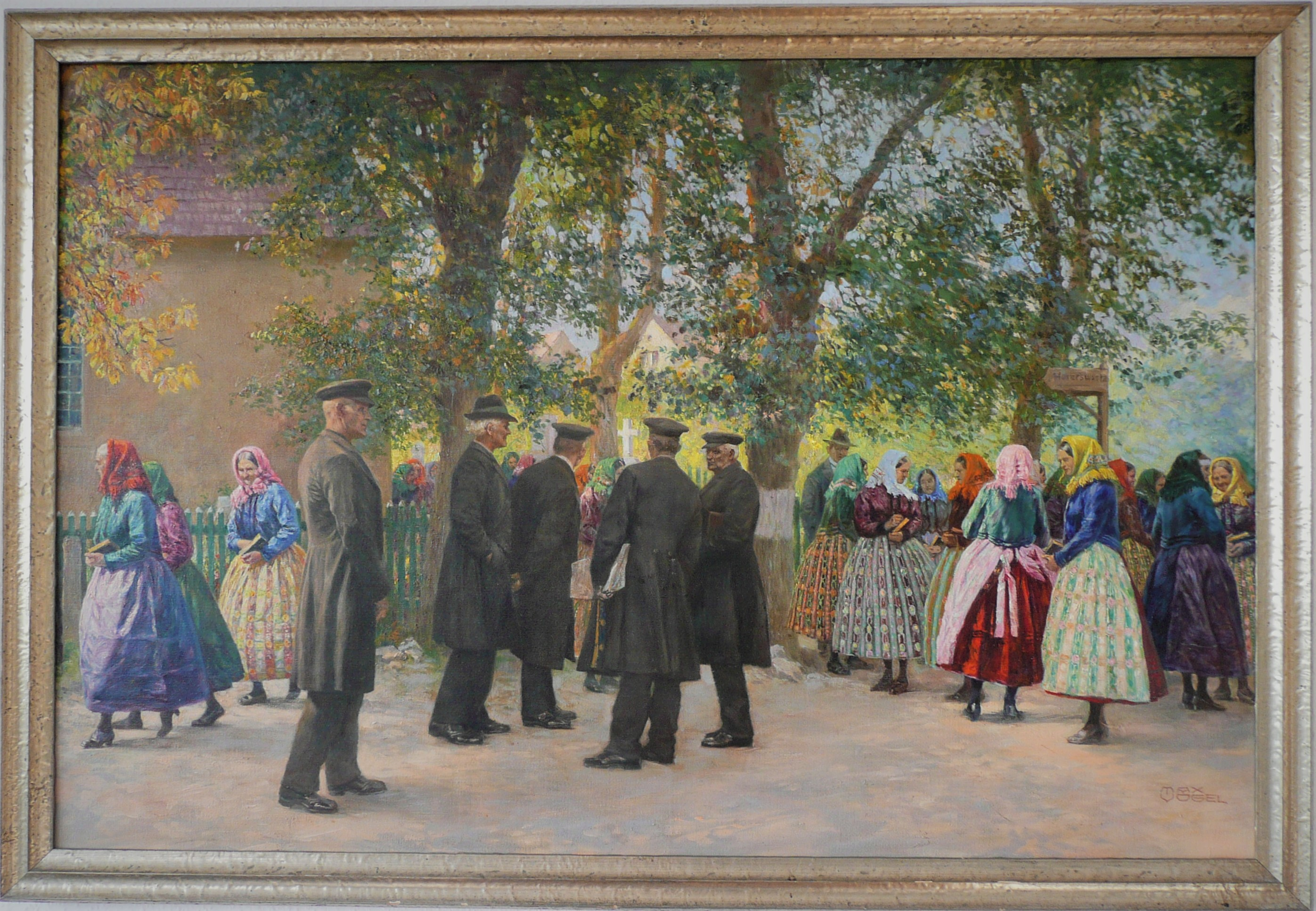
Nach dem Gottesdienst im Niederlausitzer Wendendorf, 1937 (Tätzschwitz)